# چیپ میکروفلوئیدیک
میکروفلوئیدیک یا ریزسیال‌شناسی یک علم در بررسی رفتار سیال (سیالات) در مقیاس میکرومتر است. این عمل حوزه‌های مختلفی دارد. از آن جمله می‌توان به بررسی رفتار تماس دو سیال ناهمگن اشاره کرد. بررسی اختلال سیالات، بررسی تشکیل قطره، جداسازی ذرات زیستی و … از دیگر مواردی است که در این حوزه می‌توان از آن نام برد. برای انجام آزمایش میکروفلوئیدیک از چیپ میکروفلوئیدیک استفاده می‌شود؛ چیپ میکروفلوئیدیک در حقیقت ترکیبی از کانال‌هایی با ابعاد میکرو است که برای بررسی رفتار سیال مورد استفاده قرار می‌گیرد.

#### روش ساخت
اغلب از جنس‌های شیشه یا پلیمری شفاف برای سایت چیپ میکروفلوئیدیک استفاده می‌شود. ساخت این دسته از چیپ‌ها کاربرد زیادی در علوم مختلف دارد. از این رو روش‌های ساخت مختلفی برای آن ارائه شده است. کاربرد، دما و فشار داخل چیپ مهم‌ترین پارامتر مؤثر بر نوع چیپ میکروفلوئیدیک و مادهٔ سازندهٔ آن است. حکاکی با لیزر، حکاکی شیمیایی، پرینت سه بعدی و قالب‌گیری با PDMS مهم‌ترین روش‌های ساخت چیپ میکروفلوئیدیک هستند. اما به‌طور کلی روش‌های ساخت را نمی‌توان دسته‌بندی کرد و مطالعات مختلفی در این حوزه برای گسترش روش‌های ساخت انجام می‌شود.

#### کاربردها
تحقیقات گسترده‌ای در حوزهٔ کاربردهای میکروفلوئیدیک انجام شده است. کاربرد در جداسازی ذرات زیستی از جمله سلول‌های سرطانی و گلبول‌های خونی از جمله کاربردهای زیستی این فناوری است. از دیگر کاربردهای آن می‌توان به تولید داروها، ساخت چیپ‌های تشخیصی و ایجاد چیپ‌های تولید گرادیان غلظت اشاره کرد.